# Olivier Artus
Pour les articles homonymes, voir Artus.
Olivier Artus, né le 15 septembre 1954 à Lille, est un médecin, prêtre catholique et exégète français, notamment spécialiste du Pentateuque. Il a été Recteur de l'université catholique de Lyon (UCLy) du 1er juillet 2019 au 30 juin 2024, dont il est désormais Recteur honoraire.

## Biographie
D'abord docteur en médecine, ayant passé sa thèse en 1983, neurologue, Olivier Artus est ordonné prêtre en 1988. Il devient docteur en théologie en 1997; il est habilité à diriger des recherches (HDR - Université de Strasbourg, 2005).
Il devient professeur d'Écriture sainte (Ancien Testament) à l'Institut catholique de Paris (Theologicum - Faculté de théologie et de sciences religieuses). Il a dirigé l'École des langues et civilisations de l'Orient ancien (ELCOA) dans ce même Institut catholique.
Olivier Artus est nommé en 2001 par le pape Jean-Paul II membre de la Commission biblique pontificale, et son mandat y est renouvelé jusqu'en 2014. Il participe dans ce cadre à la rédaction de deux documents de la Commission: Bible et morale. Quels critères pour discerner? (éd. Nouvelles Cité, 2009) et Inspiration et Vérité de l’Écriture sainte. La parole qui vient de Dieu et parle de Dieu pour sauver le monde (Paris, Cerf, 2014). Il a assuré la traduction française de ce dernier document.
Il a, par ailleurs, été vicaire épiscopal (1999) puis vicaire général du diocèse de Sens-Auxerre jusqu'en décembre 2012.
Concernant les méthodes exégétiques, tout en étant attentif à la critique historique des textes bibliques, Olivier Artus préconise également une approche canonique de l’Écriture. Dans son ouvrage Jésus de Nazareth, Benoît XVI cite les travaux d'Olivier Artus pour décrire le processus d'herméneutique interne à l’Écriture sainte.
Olivier Artus exerce de 2012 à 2018 les responsabilités de vice-recteur chargé de la Recherche et de la formation doctorale à l’Institut catholique de Paris. Il participe à la création, en juillet 2014, de l'unité de recherche «Religion, Culture et Société», labellisée Équipe d'accueil EA 7403 depuis juillet 2015. Il en est le premier directeur (2014-2018). Il accompagne également la fondation d’une chaire dédiée à la notion de «bien commun», dont la présidence est confiée à Pierre-André de Chalendar, et qui cherche à appréhender la pertinence et la fécondité de cette notion à partir du dialogue pluridisciplinaire de responsables politiques et économiques, d’entrepreneurs, de théologiens et de philosophes.
Il est nommé recteur de l’Université catholique de Lyon à partir du 1er juillet 2019,. Durant son mandat quinquennal (2019-2024), il accompagne la réalisation d’un projet universitaire qui, d’une part, fait reposer la formation sur une recherche structurée et renforcée (création, en 2020, de l’Unité de Recherche (UR) pluridisciplinaire: «Confluence: Sciences et Humanités» (EA 1598), et, d’autre part, met en relation les Facultés d’humanités (droit, philosophie, psychologie, éducation, …) et les Écoles professionnelles (École de Gestion, École d’ingénieurs), et développe les relations entre l’UCLy et le monde économique et social. La création, en 2019, d’une chaire dédiée aux Vulnérabilités est l’expression de ce projet universitaire. Par ailleurs, sous son mandat, l’UCLy s’étend à Annecy en 2020, en y ouvrant un nouveau campus qui propose des formations en droit et management.
En mars 2024, Olivier Artus est nommé Recteur de la Basilique de Vézelay (Yonne), pour une prise de fonction le 1er septembre 2024.

## Distinctions

### Décorations
- Chevalier de la Légion d'honneur (15 janvier 2025)[11]
- Officier de l'ordre des Palmes académiques (5 janvier 2023, chevalier en janvier 2018)

### Titres
- Visiting Professor au St Peter's Pontifical Institute (Bangalore, Inde), (2006-2020)
- Ancien Membre de la Commission biblique pontificale (2001-2014)
- Professeur honoraire à l'Institut Catholique de Paris (depuis 2019)
- Membre titulaire du Chapitre Cathédral de Sens
- Recteur honoraire de l'UCLy (depuis juillet 2024)

## Œuvres
- Migraine et pathologie vasculaire cérébrale ischémique, thèse de médecine, Nancy-1, 1983.
- Études sur le livre des Nombres. Récit, histoire et loi en Nb 13,1-20,13, Fribourg-Göttingen, Vandenhoeck & Ruprecht, coll. «Orbis biblicus et orientalis», 157, 1997  (ISBN 3-7278-1140-4).
- Les Livres de la Loi : Exode, Lévitique, Nombres, Deutéronome : commentaire pastoral (avec Damien Noël), Paris, Bayard éd. et Centurion, 1998  (ISBN 2-227-366-12-5).
- Le Pentateuque, Paris, Cerf, 1998.
- La Naissance du Judaïsme, Paris, Atelier, 1999  (ISBN 2-7082-3454-4).
- La Géographie de la Bible, Paris, Cerf, 2002.
- Le Pentateuque (en coll.), TOB, Éd. révisée, Paris, Cerf, SBF, 2003.
- Bible et médecine : Le corps et l'esprit (en coll.), 2004.
- Archéologie, Bible, histoire (en coll.), Paris, Cerf, 2005.
- Les lois du Pentateuque. Points de repère pour une lecture exégétique et théologique, Paris, Cerf, coll. « Lectio Divina » 200, 2005  (ISBN 2-204-07379-2).
- L’Identité dans l’Écriture. Hommage au professeur Jacques Briend (dir., avec J. Ferry), Paris, Cerf, coll.« Lectio Divina », 228, 2009  (ISBN 978-2-204-08703-2).
- Eschatologie et morale (actes du colloque de 2008, dir.), Paris, Desclée de Brouwer, coll. «Théologie à l'Université», 2009  (ISBN 978-2-220-06070-5).
- Le Pentateuque, Histoire et Théologie, Paris, Cerf, coll. «Cahiers Évangile» 156, 2011.
- Loi et Justice dans la littérature du Proche-Orient Ancien (dir. Olivier Artus), Wiesbaden, Harrassowitz Verlag, coll. «Beihefte zur Zeitschrift für Altorientalische und Biblische Rechtsgeschichte» 20 , 2013.
- Traduction française par Olivier Artus de: Commission biblique pontificale, Inspiration et Vérité de l'Écriture sainte. La parole qui vient de Dieu et parle de Dieu pour sauver le monde, Paris, Cerf, 2014.
- «Enjeux passés et actuels de l'Exégèse du Livre des Nombres», Revue biblique, tome 123, no 2, mai 2016, p. 161-182.
- «Le Bien commun: des racines bibliques? Une approche canonique», Cahiers de la Chaire Bien Commun, 2017 (1), Paris, p. 21-33.
- «Gouverner et Parler au Nom de Dieu: la Question du Pouvoir en Nb 11-12», Revue Biblique, tome 124, no 1, janvier 2017, p. 26-37.
- «La dimension canonique de l’exégèse biblique», Éditorial, Communio, 2019 (5), p. 7-22
- «La refondation d’une approche canonique de l’Écriture dans le contexte de la réception de la Constitution conciliaire Dei Verbum», Communio, 2019 (5), p. 51-69
- « La géographie politique du judaïsme du IIe siècle avant Jésus-Christ au Ier siècle de notre ère», Communio, 2019 (6), p. 46-54
- «Le calendrier de la création en Gn 1,1-2,3: enjeux littéraires et théologiques», in Sophie Ramond et Reinhard Achenbach (éds.), Aux commencements - Création et temporalité dans la Bible et dans son contexte culturel, BZAR 24, Wiesbaden, Harrassowitz Verlag, p. 9-17
- «Israël, Peuple de l'Exode. Une identité en débat dans le Pentateuque», dans Exode et migrations dans les traditions bibliques, Olivier Artus et Sophie Ramond (éds.), Lectio Divina 277, Paris: Cerf 2020, p. 15-38
- «L’approche canonique de l’Écriture», Cahiers Évangile 191, Paris: Cerf, 2020
- «The Pentateuch: five Books, one Canon», dans The Oxford Handbook of the Pentateuch (Joel S. Baden ; J. Stackert, eds), Oxford: Oxford University Press 2021, pp. 23-40
- «Le livre des Nombres», Collection Mon ABC de la Bible, Paris: Cerf, 2021 (150 p.)
- «Transjordan in the Book of Numbers», dans The Social Groups behind the Pentateuch (Jaeyoung Jeon, éd.), coll. “Ancient Israel and its Literature” (Th. Römer, éd.), Atlanta, GA: SBL Press, 2021, p. 273-287.
- «The Specificity of Numbers 26-36», dans: Kritische Schriftgelehrsamkeit in priesterlichen und prophetischen Diskursen. Festschrift für Reinhard Achenbach zum 65. Geburtstag, Lars Markow & Jonathan Robker (eds), BZAR 27, Wiesbaden: Harrassowitz Verlag, 2022, pp. 201-212
- «Penser les défis contemporains avec la Bible hébraïque. Une éthique du bien et du mal (en collaboration avec Sophie Ramond)», Paris: Odile Jacob, 2022, 234 p.
- «Vulnérabilités et Anthropologie du don dans les traditions bibliques», dans: Vulnérabilité(s); Du cadre théorique aux enjeux pratiques (O. Artus, V. Aubourg et C.Pesaresi, éds.)», Paris, Lyon: Vrin, 2023, pp. 39-65.
- «Nombres 14: La Théologie de la rétribution en débat», dans: Repenser la rétribution, Rethinking Retribution (R. Burnet, E. Pastore & S. Ramond, éd.), BiTS 45, Leuven: Peeters, 2023, p. 275-290.
- «The Two and a Half Transjordanian Tribes (Numbers 32; Deuteronomy 3:12b-20)», dans: Book-Seams in the Hexateuch II (Christoph Berner, Stephen Germany and Harald Samuel, eds), FAT 168, Tübingen: Mohr Siebeck, pp. 301-312
- «La spécificité de Nb 26-36 dans la composition du livre des Nombres», Semitica 65, 2023, pp. 383-409
- «Le livre du Deutéronome», Collection Mon ABC de la Bible, Paris : Cerf, 2024.
- « La Crise comme facteur d’innovation idéologique dans les traditions bibliques », dans : Vulnérabilités : réapprendre le commun face à la crise (Olivier Artus, Valérie Aubourg et Chiara Pesaresi, éds), Paris : Vrin, 2025, pp. 65-77.